# Salon de Bruxelles de 1914
Le Salon de Bruxelles de 1914 est la trente-cinquième et dernière édition du Salon de Bruxelles, exposition périodique d'œuvres d'artistes vivants. Il doit avoir lieu en 1914, du 9 mai au 2 novembre, dans l'aile gauche du hall du Palais du Cinquantenaire. Cependant, en raison du début de l'entrée en guerre de la Belgique, le Salon ferme ses portes le 3 août 1914.
Ce Salon est le vingt-septième organisé depuis l'Indépendance de la Belgique en 1831.

## Organisation
Le Salon est organisé par le gouvernement avec le concours avec la Société royale des beaux-arts de Belgique.

## Contexte
Ce Salon est le vingt-septième organisé depuis l'Indépendance de la Belgique en 1831. Il a lieu dans l'aile gauche du hall du Palais du Cinquantenaire.
Le Salon débute le 9 mai 1914. Le roi Albert et la reine Élisabeth, accompagnés par Prosper Poullet, ministre des arts et des sciences, inaugurent l'exposition, en présence de nombreux artistes.
Le 3 août 1914, les musées de Bruxelles sont fermés en raison de l'entrée des premières troupes allemandes en Belgique. La veille, le site du Cinquantenaire, son parc et ses halls ont été réquisitionnés par l'armée belge afin d'y loger des soldats.

## Catalogue

### Données générales
Le Salon de 1914 propose 1353 œuvres, dont 615 peintures, miniatures, émaux, enluminures, 297 gravures et dessins, 253 sculptures, des gravures en médailles et 120 numéros d'architecture : plans et projets. L'exposition inclut également des objets relevant de l'art décoratif et du mobilier,.

### Peinture

#### Artistes belges
Parmi les artistes belges présents, figurent les 245 peintres :
- Pierre Abattucci : Temps nuageux et Déclin du jour[5].
- Sonia Abeloos : Intérieur[5].
- Robert Aerens : Fleurs et Tricoteuses[5].
- Jos Albert : Le Lapin et La Fenêtre jaune[5].
- Henri Anspach : Une jeune Florentine et Les Trois collines (Sienne)[6].
- Berthe Art : trois pastels : Robe chinoise rouge, Boudha et hortensias et Jonquilles et légumes[6].
- Alphonse Asselbergs : Une mare et L'Aurore en Campine[6].
- Émile Baes : Dans l'atelier[6].
- Firmin Baes : L'Enfant[6].
- Georges Baltus : Titania[6].
- Richard Baseleer : La Neige au port et Les Voiliers[7].
- Paul Bayart : Printemps[7].
- François Beauck : L'Orage approche et Soir en Brabant[7].
- Émile Berchmans : Centaure, et Le Tango[7].
- Géo Bernier : La Mare et Après-midi de septembre[8].
- Léon Billiet : Vie humble, Soir et Matin[8].
- Henri Binard : La Lagune (Venise), Impressions de Suisse et Épilogue[9].
- Charles Bisschops : Salomé (peinture), Le Trottin, Un peu de poudre et La Femme au miroir (gravures)[10].
- André Blandin : Le Bouquet rustique[9].
- Alfons Blomme : L'Attente des cadavres après le naufrage[9].
- René Bosiers : L'Hospice, L'Aveugle et Vagabonds[11].
- Jules Boulez : Crépuscule (peinture) et Arabesque (dessin)[12].
- Norbert Bouten : Canal[11].
- Herman Broeckaert : L'Escaut à Doel[11].
- Louise Brohée : Portrait et Nature morte[11].
- Jean Brusselmans : Effet de neige[13].
- Louis Buisseret : Initiation (Demeter, Triptolème et Perséphone)[13].
- Juliette Cambier : Fleurs[13].
- Louis-Gustave Cambier : Midi et Calvaire[13].
- Nestor Cambier : Petit pont sur la Woluwe[13].
- Évariste Carpentier : Septembre en Ardenne et Le Ruisseau[14].
- Anto Carte : Sphynx, Portrait du graveur Degroot et Vieille église[15].
- Henri Cassiers : Environs de Dordrecht et Hiver en Hollande[15].
- Cécile Cauterman : La Robe de velours et Portrait de vieille (dessins)[16].
- Julien Célos : Coin des Flandres et Au Béguinage[15].
- Albert Cels : Portait de Mme Van G.[15].
- Frantz Charlet : Au poteau, Au pesage et À la pelouse[15].
- Joseph Claes : L'Oiseau rare, La Fin de l'étape et La Maison des fous[15].
- Albert Claes-Thobois : Le Dévidoir[15].
- Jan Claessens : Le Bain matinal[15].
- Émile Claus : Le Hêtre rouge, Portrait de l'artiste et La Récolte de pommes-de-terre[15].
- Louis Clesse : Crépuscule[17].
- André Cluysenaar : Portrait du Dr Marlow, Regrets et Portrait de Mlle S.F.[17].
- Jean Colin : Nu, Roses et œillets d'Inde et La Sieste[17].
- Omer Coppens : Soir d'hiver en Flandre et Soir d'automne au parc[17].
- Charles Counhaye : Femme cousant, Intimité et La Sieste[18].
- Albert Crahay : Pêcheurs de crevettes et Portrait[18].
- Adolphe Crespin : Portrait d'enfant[19].
- Louis-Charles Crespin : Intérieur d'église[18].
- Victor Creten : Coup de vent[19].
- René de Baugnies : Hiver[19].
- Marie De Bièvre : Fruits (pêches)[20].
- Evariste De Buck : Orphée aux enfers[20].
- Louise De Hem : Portrait de Mme C.[20].
- Charles Dehoy : Dorette[21].
- Aloïs De Laet : Idylle et Vue du parc[21].
- Raymond de la Haye : Printemps (peinture), Pont sur la Nèthe, Clarté languissante et Primavera (dessins)[22].
- Alfred Delaunois : Champ d'été en Brabant, Bénédiction dans la chapelle et Bénédiction sur un prie-Dieu[21].
- Juliette de Reul : Fleurs[23].
- Hélène De Reuse : Reflets (peinture) et Muakidja (dessin)[23].
- Valerius De Saedeleer : Les Grands arbres[23].
- Georges De Sloovere : Paysanne et Pont flamand à Bruges[23].
- Léon de Smet : Fillette, Soir sur la Lys, Le Péché[24].
- Lucie Desmet : Portrait d'Eric[25].
- Alphonse Dessenis : Rachel et Marie (dessin)[26].
- Anna De Weert : Les Fils de la Vierge, Des asters, de l'eau et des saules et La Roseraie[24].
- Pierre Jacques Dierckx : Réfectoire et Lecture de la bible[27].
- José Dierickx : Portrait[27].
- Geo Drains : Shiva et Parvati[27].
- Angelina Drumaux : Tulipes et Chrysanthèmes[27].
- Olivier Duchâteau : Petite Ardennaise[27].
- Mathilde du Monceau de Bergendael : La Loire à Tours, L'Aquarium et Le Jardin abandonné[27].
- James Ensor : Étonnement du masque Wouse, Masques scandalisés et Vengeance de Hop-Frog[28].
- René Ernest : Nature morte (deux tableaux)[28].
- Edgard Farasyn : Foire aux chevaux, Le Labour (côte d'Angleterre) et Retour des pêcheurs de crevettes[28].
- Georges Fichefet : Le Village de Lysin et Jardin fleuri[28].
- Joseph François : En Wallonie[29].
- Léon Frédéric : La Vieille femme à loques, Vieille paysanne et Petite dame 1840[29].
- Jehan Frison : La Repasseuse[29].
- Jean-Jacques Gailliard : Œdipe enfant[29].
- Albert Geudens : Chez M. Van Branteghem et La Cuisine du Cheval blanc[29].
- René Gevers : Soir[30].
- Ketty Gilsoul-Hoppe : Cinéraires (floralies) et Parterre d'hortensias[30].
- Hubert Glansdorff : Portrait de jeune fille[30].
- Ernest Godfrinon : La Romance en fa[30].
- Jean Gouweloos : Nu[30].
- Maurice Guilbert : Terrain gelé et À Uccle[31].
- Maurice Hagemans : En prairie et Le Long du chenal[31].
- Paul Hagemans : À travers bois[31].
- Gustave Halbart (posthume) : Étable[31].
- Adolphe Hamesse : Jardin abandonné[32].
- Théodore Hannon : Pavots d'Orient[32].
- Gaston Haustraete : Devant la fenêtre[32].
- Alfred Hazledine : La Baignade[32].
- Frans Hens : La Dernière étape, Matin, Polders et L'Étang (soir)[33].
- Richard Heintz : Sauvageons fleuris et La Roche noire[33].
- Manette Hermant : L'Armoire ouverte[33].
- Tony Alain Hermant : Loge d'artiste[33].
- Paul Hermanus : Soir à Katwijck[33].
- Liévin Herremans : Départ de la malle (Ostende), Au port le soir (Ostende) et Soir à Vérone[34].
- Adrien-Joseph Heymans : Éclaircie après la pluie, Village campinois et Hiver en Campine[34].
- Frans Holst : Vieilles maisons sur la Dyle et Intérieur (Cour Saint-Roch)[34].
- Constant Prosper Hoste : Petite ruelle[34].
- Charles Houben : Village de Montigny et Route en France[34].
- Lucien Houbiers : Le Calvaire, Forêt de Fontainebleau[34].
- Charles Houssard : Le Moulin de Sarlardec[35].
- Léon Houyoux : Hiver et La Bergère[35].
- Léon Huygens : Temps calme[35].
- Modeste Huys : Grand'Place d'Audenarde et Neige et glace[35].
- Georges Jacqmotte : Immortelles et hydrangées[36].
- Lucie Jacquart : Fleurs et fruits et Quelques fruits sur une table[36].
- Emile Jacques : Récolte du tabac et Ecce ancilla domini[36].
- Armand Jamar : Jeune fille aux tulipes[36].
- Georges Jamotte : Didi-Manolé[37].
- René Janssens : Cour liégeoise, La Madone et Intérieur[37].
- Marcel Jaspar : Le Chantier[37].
- Marcel Jefferys : Kermesse, Fleurs et Champignons[37].
- Léo Jo : Le Vieux parapluie et Le Grand-duc[37].
- Nestor Jonet (posthume) : Soir en bruyère[38].
- Fernand Khnopff : Portrait de S.A.R. Mgr le duc de Brabant[38].
- Charles Kvapil : En bleu (pastel)[38].
- Eugène Laermans : Paysage matinal, Fin de jour et L'Effort[39].
- Emile Laloux : Les Mimosas[39].
- Camille Lambert : Ébats à la mer, L'Heure du bain et Groupe d'artistes[39].
- Emma Lambotte : Chinoiseries (Dragon bleu)[39].
- Maurice Langaskens : L'Enfant prodigue[40].
- Louise Laridon : Fleurs d'automne[40].
- Lucy Laridon : Nature morte[40].
- Armand Laureys : Intérieur[41].
- Georges-Émile Lebacq : À Cros-de-Cagnes (Alpes Maritimes)[41].
- Georges Le Brun : Intérieur, Le Hameau ardennais et Intérieur[41].
- Paul Leduc : Rotterdam et Quai ensoleillé à Dordrecht[42].
- Jef Leempoels : Au jardin et Le Commissionnaire[42].
- Albert Lemaître : Jeune fille aux capucines, Rio Darro (Espagne) et La Robe bleue[42].
- Henri Le Roux : Intérieur[42].
- Arthur Locufier : Matinée de septembre[43].
- Henri Logelain : Les Charrettes, Maternité et Paysage[43].
- André Lynen : Hiver, Nature morte et Nu (étude)[43].
- Armand Maclot : La Mare aux oies[43].
- Jacques Madyol : Vieux Provençal[44].
- Médard Maertens : Paysage[44].
- Ernest Marneffe : Papillons de nuit[45].
- Paul Mathieu : Allée de Flambayout, Kinshasa (Congo), Rivière de la M'Pozo (Congo) et Les Baobas au bord du fleuve (Kinshasa)[45].
- Jean Mayné : Portrait de fillette[45].
- Marten Melsen : Mère et enfant (aquarelle) et Autour de la lampe[45].
- Jules Merckaert : Les Serres et La Mare[45].
- Georgette Meunier : Cinéraires et Les Glaïeuls[46].
- Marc-Henry Meunier : La Chaumière bleue, Maisons en Prusse et Les Armes[46].
- Henry Meuwis : Les Peupliers[46].
- Clémence Michel : Maison communale de Schaerbeek (hiver)[39].
- Constant Montald : Portrait d'Émile Verhaeren[47].
- Jenny Montigny : Pommiers en fleurs[47].
- Guillaume Montobio : Entrée du château (automne)[47].
- Frans Mortelmans : Harengs et Petits chrysanthèmes[47].
- Léonie Mottart-van Marcke : Une cruche[48].
- Arthur Navez : L'Enfant au coq[48].
- Isidore Opsomer : Église du Béguinage, Vieille porte de ville et La Ruelle[48].
- Henri Ottevaere : Pæstum, la basilique au couchant et L'Épave[48].
- Willem Paerels : Nature morte, Portrait de M.G.G. et Trois mâts[49].
- Pierre Paulus : Fleurs, Hauts fourneaux et Le Charbon[49].
- Albert Pinot : Lily[50].
- Maurice Pirenne : L'Été à Hombiet et À Piedvache[50].
- Victoire Pirenne-Keppenne : Paysage industriel[50].
- Jeanne Plateau : La Douce paix du béguinage[50].
- Joseph Posenaer : Le Vieux domaine et Eden[50].
- Alphonse Proost : Kermesse, dimanche matin[51].
- Marguerite Putsage : La Lecture, Esquisse pour un portrait et Le Bridge dans l'atelier[51].
- François Pycke : Jeune fille au chien et Centaures chassés par Hercule[51].
- Henri Quittelier : Automne (matin) et Matinée brumeuse[51].
- Armand Rassenfosse : Les Danseuses jaunes et Le Corsage persan[51].
- Louis Reckelbus : Canal en automne et Enclos ensoleillé (aquarelles)[52].
- René Revelard : Nature morte[52].
- Herman Richir : Portrait de S.M. le Roi Albert et Portrait de S.M. la Reine Élisabeth[52].
- Léon Riket : Dans le bois et Petite ville flamande[52].
- Henri Roidot : Automne et Neige à Beersel[53].
- Mariette Romiée : Nature morte[53].
- Emile Rommelaere : Effet de neige, Coin ensoleillé et Enfance de Jésus[53].
- Alice Ronner : Roses, Giroflées et Roses[53].
- Henriette Rolin-Lagrange : Paysage[53].
- Albert Saverys : Dans le vieux jardin[54].
- Ferdinand Schirren : Impressions[54].
- Adrien Segers : Le Vieux des berges[55].
- Franz Seghers : Sorbiers[55].
- Albert Servaes : Enterrement chez les pauvres gens, Sursum corda et Nuit sainte[55].
- Victor Simonin : Accessoires et Nature morte[56].
- Frans Smeers : Fillette, Fillette au jardin et Portrait de M. Eslander[56].
- Maurice Soudan : Impression[57].
- Marie Sterckmans (sous le nom de Marie Davin) : Nature morte, Tête d'enfant et Fleurs[19].
- Michel Sterckmans : Intimité, Dame dans son intérieur et Intimité[57].
- Paul Sterpin : Vallée de la Sambre[57].
- Aimé Stevens : Fécondité, impression de camp sud-américain[57].
- Gustave Max Stevens : Portrait de fillette et Retour du tennis[57].
- Henri Victor Stiellemans : La Soupe au lait et Le Bénédicité[57].
- Caroline Stiénon du Pré : Bibelots[58].
- Philippe Swyncop : La Robe verte, La Robe bleue et Dans l'atelier[59].
- Maurice Sys : Paysage à Laethem sur la Lys, Pêcheurs sur la Lys et Petit port zélandais le soir[59].
- Jean-François Taelemans : Les Vieux remparts[59].
- Louis Taeymans : Les Ifs[59].
- Jules Tasquin : Vieille chaumière en Brabant[59].
- Charles Theunissen : L'Examen nuptial et Le Petit retardataire[59].
- Louis Thévenet : La Table ronde et Le Salon[60].
- Édouard Thiébaut : Enfant au chien[60].
- Victor Thonet : Le Chemin (paysage) et L'Ombre sur la bruyère[60].
- Emile Thysebaert : Hiver et L'Homme aux chiens[60].
- Louis Titz : Une porte de 1664 à  Ypres, Coin du marché aux poissons à Furnes et Ruelle à Malines[60].
- Léon Tombu : En vieille ville mosane[60].
- Jean François Tordeur : Île de Sainte-Hélène[61].
- Fernand Toussaint : La Dame en blanc[61].
- Edgard Tytgat : Intérieur, Le Sculpteur et son fils et Par la fenêtre[61].
- Médard Tytgat : L'Altesse[61].
- Victor Uytterschaut : Couchant, Vieux trembles, La Panne et La Mare[62].
- Walter Vaes : L'Église déserte, Pie morte et porcelaine et La Branche de pommier[62].
- Karel Van Belle : Vénus, Une reine et L'Image sainte[63].
- Alphonse Van Beurden : Coucher de soleil et Matinée d'été[63].
- Jean Van Cleemput : Rieuse[63].
- Emile Van Damme-Sylva : Sérénité, À l'abreuvoir et À travers les dunes[63].
- Marten Van der Loo : Vieux quai à Lierre[63].
- Pierre Jean Van der Ouderaa, Saint François au début de sa vocation[64].
- Jules Vandeleene : Charrette à briques[64].
- Gustave van de Woestijne : Portrait de Mme van W. et Portrait du peintre Valerius De Saedeleer[64].
- Henri Van Haelen : Femme à l'éventail[64].
- Frans Van Holder : Portrait de Melle L., Ma gosse et Un cavalier[64].
- Frans Van Leemputten : Bords de l'Escaut[65].
- Jean Van Looy : La Lingère et Nature morte[65].
- Franz van Monfort : Triptyque : L'Éveil, Le Jour et Le Crépuscule[65].
- Alfred Van Neste : Les Maisons du silence et Vieux quai[66].
- Stan Van Offel : La Jeune femme[66].
- Tony Van Os : Hiver et Portrait de ma femme[66].
- Willem Van Riet : Vieux coin et Soir (catégorie dessins et aquarelles)[67].
- Georges Van Zevenberghen : Spleen et Fantaisie[66].
- Marguerite Verboeckhoven : Après l'orage (coucher du soleil) et Rêverie (brouillard)[66].
- Médard Verburgh : La Gare de Luxembourg sous la neige[68].
- Fernand Verhaegen : Gilles se pavanant[68].
- Alfred Verhaeren : Accessoires, Coin d'atelier et Chinoiseries[68].
- Emile Vermeersch : Parsifal et les filles-fleurs[69].
- Alphonse Vermeylen : Liseuse, À la campagne et La Servante[69].
- Edouard Verschaffelt : La Dame à la dentelle[69].
- Edmond Verstraeten : Les Glaçons, Août et Rayons de lune[69].
- Richard Viandier : Soir, Forêt de Soignes et Matin, Vallée de l'Isque[25].
- Emmanuel Viérin : La Maison du jardinier, En vieille Flandre et Petite cour en Zélande[25].
- Ernest Welvaert : Matinée d'été[25].
- Fernand Wéry : Portrait de Mr T.[70].
- Edgard Wiethase : Sur la terrasse et Dans le jardin[70].
- Ferdinand Willaert : Béguinage à Gand et Le Lieve à Gand[70].
- Adolf Willems : Intérieur d'église[70].
- José Wolff : Mare à Kerbili (Bretagne), Portrait de jeune fille et Vert galant[71].
- Camille Wollès : Le Canal au filet et L'Étang en avril[71].

#### Galerie de peintures d'artistes belges exposées au Salon de Bruxelles de 1914

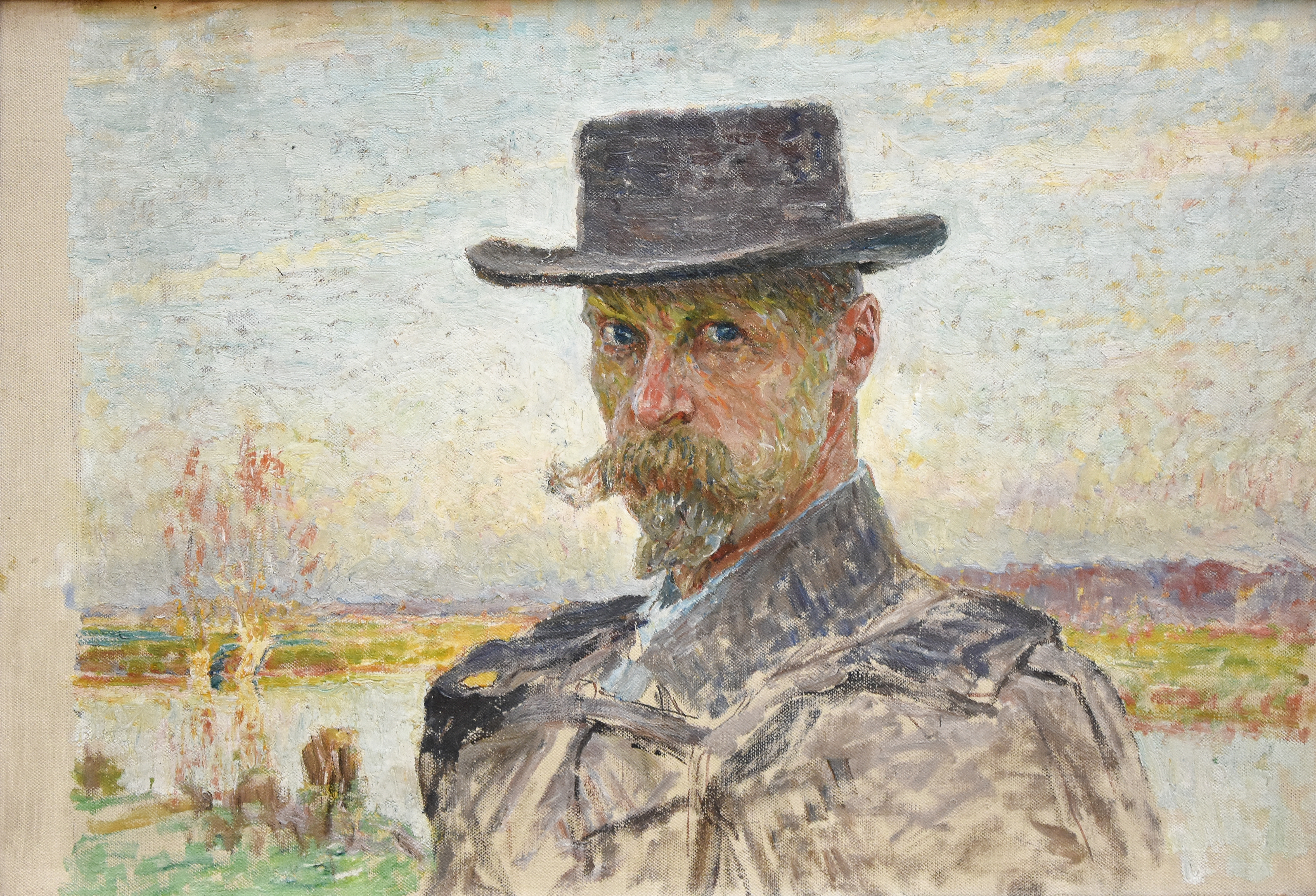
Émile Claus, Portrait de l'artiste.
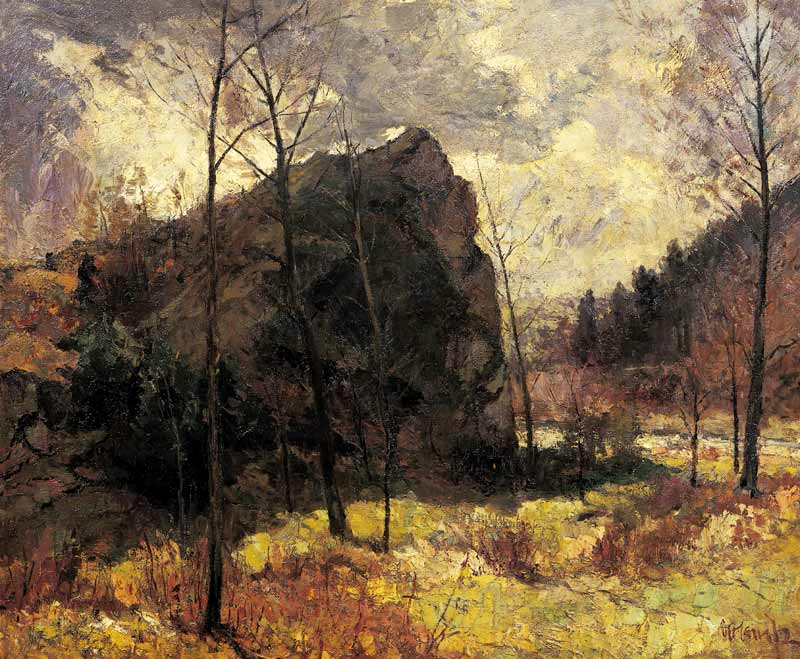
Richard Heintz, La Roche noire.
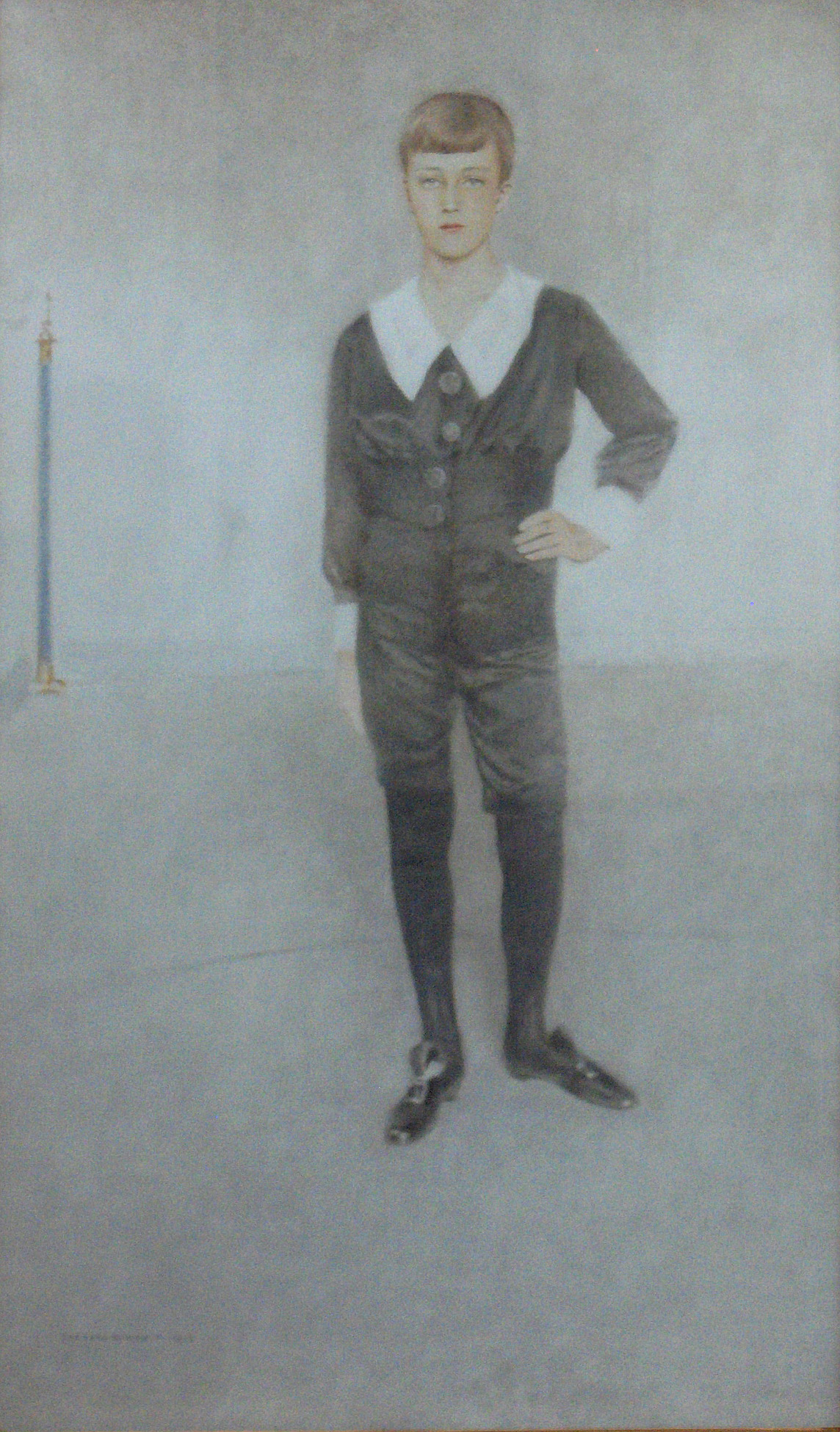
Fernand Khnopff, Portrait de S.A.R. Mgr le duc de Brabant.
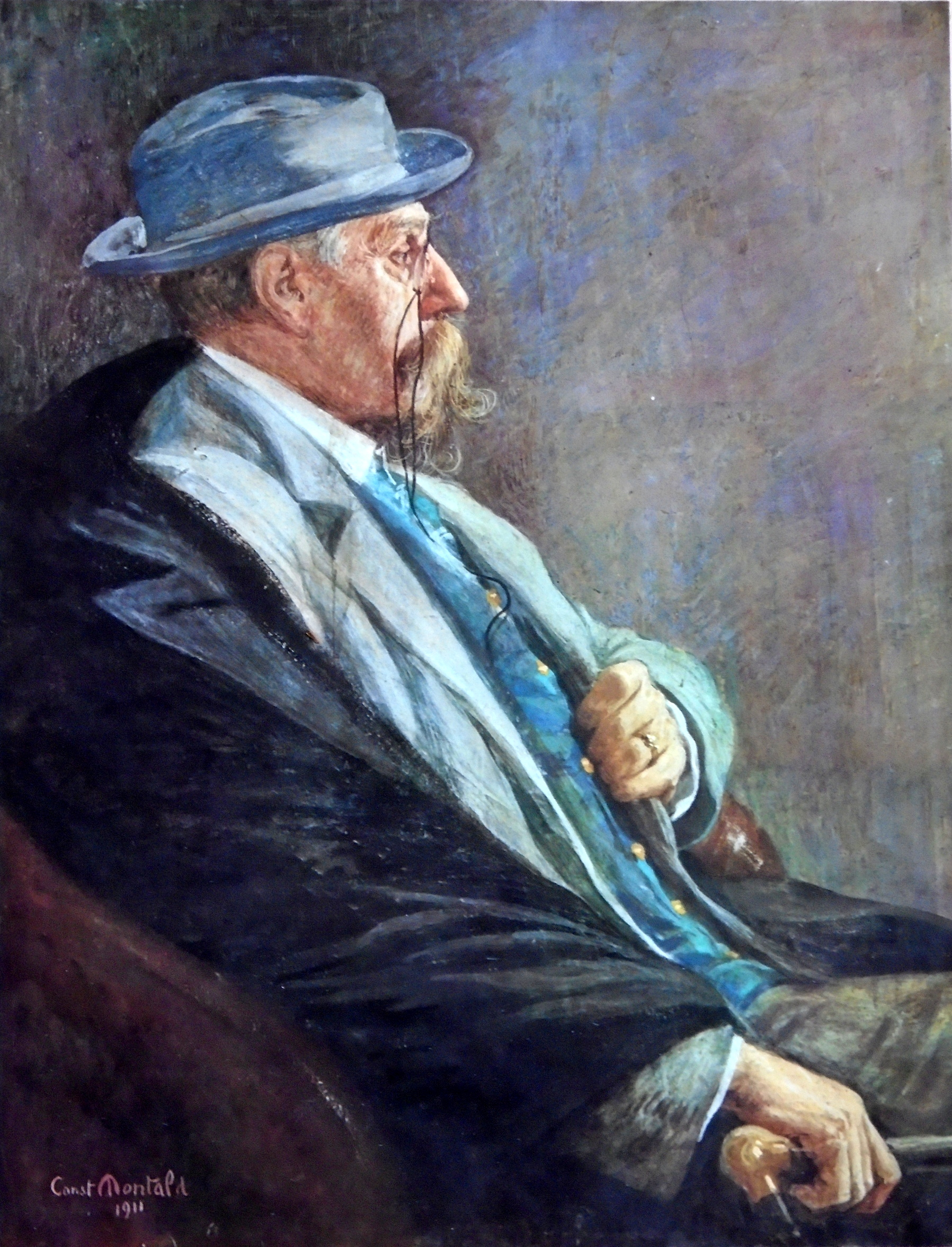
Constant Montald, Portrait d'Émile Verhaeren.
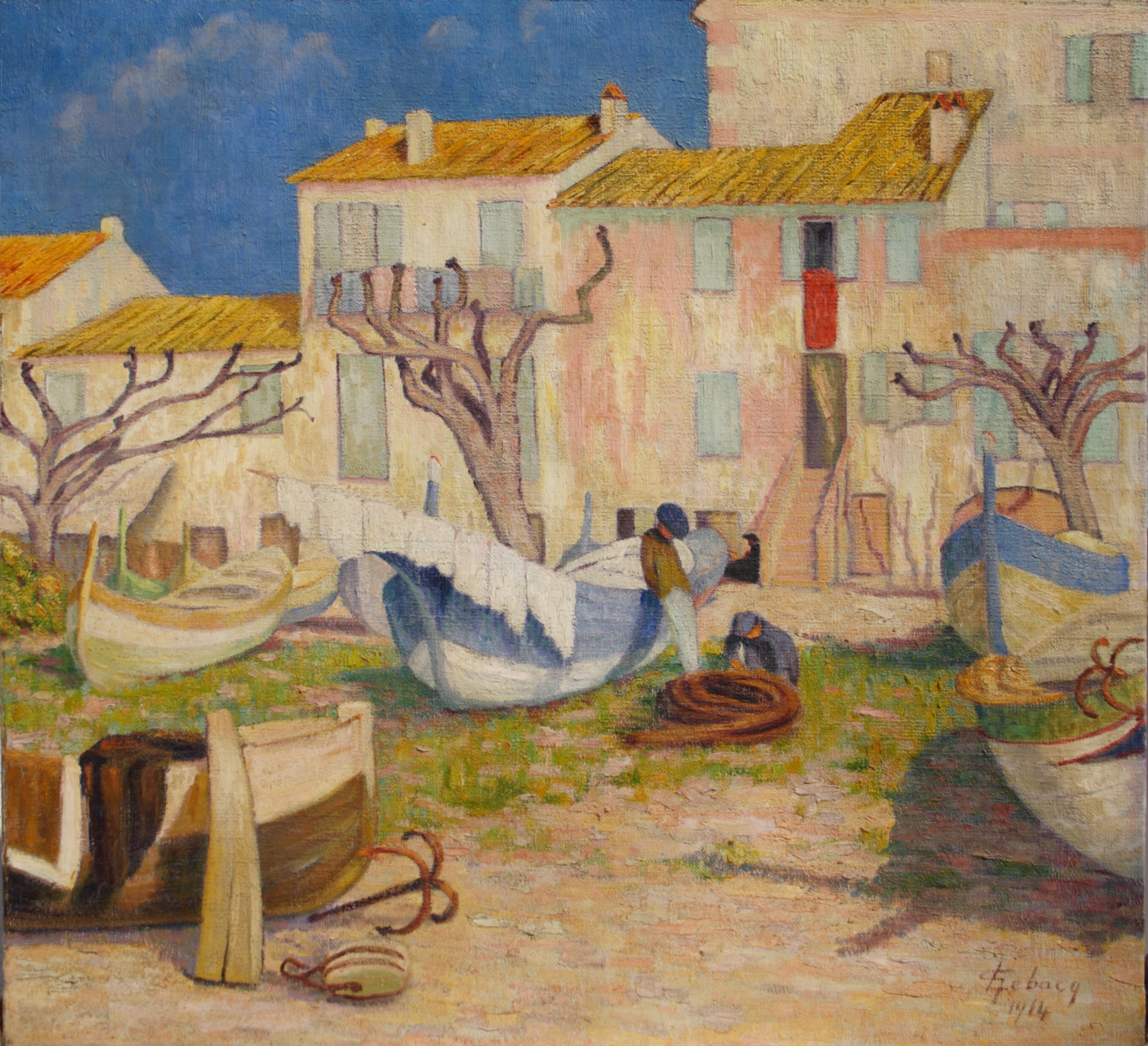
Georges-Émile Lebacq, À Cros-de-Cagnes.

#### Artistes étrangers
Quarante-deux peintres étrangers exposent au Salon : 
- Seize Français : Emile Bernard, Jacques-Émile Blanche, Abel Bonnard, Charles Cottet, Georges d'Espagnat, George Desvallières, René Gilbert, Fernand Lantoine, Paul Madeline, Marie Antoinette Marcotte, Charles Milcendeau, Camille Roussel, Lucien Simon, Fernand Stiévenart, André Suréda et Édouard Vuillard.

- Sept Allemands : Ludwig Bolgiano, Hans von Petersen, Leo Samberger, Franz von Stuck, Karl Thoma-Höfele, Hans Unger et Franz Wolter.

- Huit Néerlandais : Ludovic Bauës, Gerard Baksteen, Hendrik Johannes Haverman, Isaac Israëls, Jean Laudy, Martin Monnickendam, Martinus van Andringa et François Verheyden.

- Six Britanniques : Thomas Austen Brown, Walter Crane, Horace Livens, Bertram Priestman, Théodore Roussel et Walter Chamberlain Urwick.

- Deux Américains : Maksimilijan Vanka, William Anderson Sherwood.

- Deux Hongrois : Philip de László et Eugène Karpathi.

- Un Italien : Giuseppe Casciaro.

- Un Russe : Paul Krasnobaieff

#### Galerie de peintures d'artistes étrangers exposées au Salon de Bruxelles de 1914

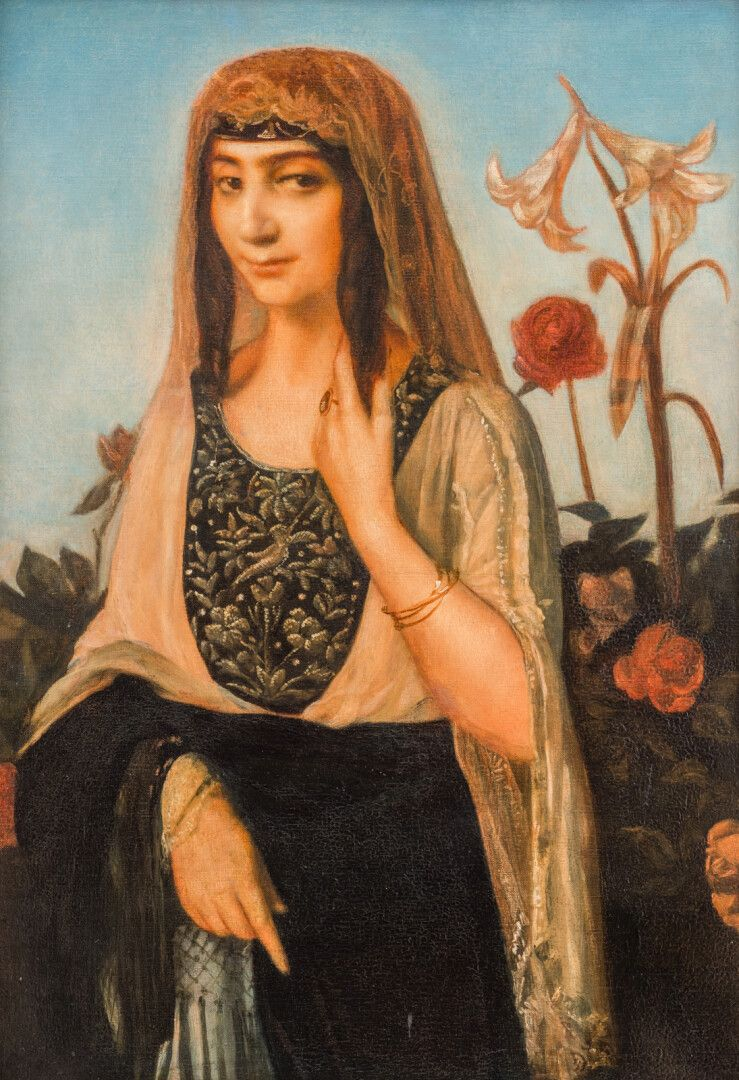
Emile Bernard, Portrait d'Armen Ohanian.
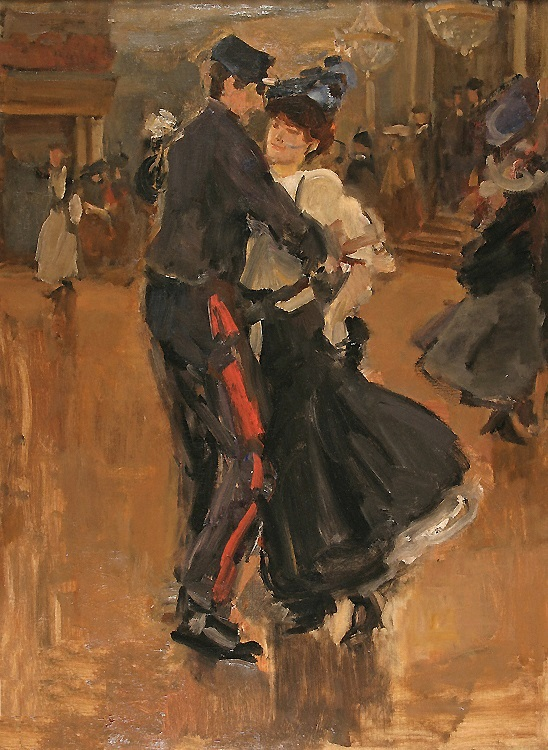
Isaac Israëls, Au Moulin de la Galette.

### Gravure et dessin
Pierre Bonnard a envoyé deux lithographies et Paul Cézanne une eau-forte originale.

### Sculpture
Les œuvres, au nombre de 253, sont présentées par 139 sculpteurs. Peu de statuaires étrangers exposent, hormis un contingent important d'artistes français.

#### Sculpteurs belges
Les 114 sculpteurs Belges sont notamment représentés par :
- Jules Anthone : Buste de Feu H. Hymans (plâtre) et Printemps (marbre)[75].
- Valentine Bender : Premières confidences et Tête d'enfant (marbres)[76].
- Theo Blickx : Buste d'homme (bronze) et Désillusion (plâtre)[77].
- Eugène Canneel : Maternité et Tête d'enfant (plâtres)[78].
- Guillaume Charlier : Monument Émile Agniez (plâtre), Loup de mer (marbre) et Jeune fille (marbre)[79].
- Alfred Courtens : Le Caprice (bronze)[80].
- Eugène Jean de Bremaecker : Le Verbe et la Force (bronze)[80].
- Alphons De Cuyper : Sphinx et Tête de jeune fille (plâtres)[81].
- Jacques de Lalaing : Panthères noires (bronze)[82].
- Alphonse de Tombay : Tête d'enfant (marbre)[82].
- Godefroid Devreese : Buste de femme (marbre) et Danseuse (ivoire)[82].
- Josué Dupon : Flandria[83].
- Jean Gaspar : Buffle chargeant (plâtre), Coq gaulois et Sanglier blessé (bronzes)[83].
- Fernand Gysen : Sentiment paternel, Buste d'enfant et Rieuse (plâtres)[83].
- Jean Hérain : Buste de Mme S.V. (plâtre)[84].
- Jules Herbays : Vers la lumière (marbre)[84].
- Jenny Lorrain : Rêve d'autrefois (marbre)[85].
- Arsène Matton : Le Pagayeur (bronze) et Buste du baron A. (marbre)[86].
- George Minne : Débardeur (bois), Buste d'homme (bronze) et Résurrection (bronze)[87].
- Auguste Puttemans : Une Aube (bronze), La Paix (plâtre), La Guerre (plâtre)[88].
- Marcel Rau : L'Épave (plâtre), Devant le miroir (plâtre) et Vierge folle (cire)[88].
- Égide Rombaux : Buste (marbre)[89].
- Victor Rousseau : Buste de S.M. le roi, Buste de S.M. la reine (bronzes) et Jeune fille à la fleur (plâtre)[89].
- Charles Samuel : Buste de Charles Hayem (bronze), Rieuse (marbre) et Danse (ivoire)[89].
- César Schroevens : Torse (plâtre)[90].
- Pierre Theunis : Buste de Mme V. (statue en plâtre)[91].
- Alphonse Van Beurden : Les Deux Sœurs (plâtre) et Le Jeune bûcheron (marbre)[92].
- Victor Voets : Printemps (plâtre) et Sollicitude (plâtre)[93].
- Adolphe Wansart : Buste du peintre Scoupreman[94].
- Désiré Weygers : Inspiration (plâtre)[94].
- Philippe Wolfers : Été (marbre), Offrande (ivoire) et Farandole (bronze)[94].

#### Sculpteurs étrangers
Les dix-neuf sculpteurs Français sont : Albert Bartholomé, Joseph Bernard, Paul-François Berthoud, Henri Bouchard, Antoine Bourdelle, Marie Cazin, Jean Dampt, Jules Desbois, Charles Despiau, Camille Lefèvre, Alfred Lenoir, Jacques Marque, Odile Philippart, René Quillivic, Pierre Roche, Auguste Rodin (L'Homme qui marche), Gaston Schnegg, Auguste Seysses et Gaston Toussaint.
Les autres pays sont représentés par six sculpteurs : le Finlandais Johannes Haapasalo (fi), le Croate Ivan Meštrović, le Russe Oscar Miestchaninoff, le Suisse Auguste de Niederhausern, les Allemands Johannes Seiler et Otto Steigerwald.

### Catalogue
- Catalogue, Exposition générale des Beaux-Arts de 1914, Bruxelles, Imprimerie Charles Lelong, 1914, 174 p. (lire en ligne).